# Hans Peter Schlumpf
Hans Peter Schlumpf (* 13. Juli 1953; † 22. Mai 2008 in Slowenien) war ein Schweizer Politiker der Freisinnig-Demokratischen Partei.

## Biografie
Hans Peter Schlumpf entstammte einer Familie, die in vierter Generation in Hünenberg das in der Fertigungstechnik tätige Familienunternehmen Schlumpf AG mit 35 Mitarbeitern führte und ist ein Urenkel des Firmengründers und Erfinders Johann Georg Schlumpf. Als Betriebswirtschafter und Leiter eines Unternehmens war er ein engagierter Wirtschaftsvertreter und zuletzt auch ein Vorstandsmitglied der Wirtschaftskammer Zug. Daneben präsidierte er die Höhere Fachschule für Naturheilverfahren und Homöopathie.
Er war Mitglied der FDP des Kantons Zug. Er wurde erstmals 1995 in das Zuger Kantonsparlament gewählt, wurde danach dreimal wiedergewählt und verstarb im Amt. Als Kantonsparlamentarier stand er zuletzt der Tiefbaukommission vor.
Hans Peter Schlumpf verstarb am 22. Mai 2008 durch einen Motorradunfall in Slowenien. Er war verheiratet und hatte drei Kinder.